# Godramstein
Godramstein ist ein Stadtteil von Landau in der Pfalz. Bis 1972 war er eine selbständige Gemeinde.

## Lage
Godramstein liegt nordwestlich der Landauer Kernstadt am Haardtrand. Die in West-Ost-Richtung verlaufende Queich streift den südlichen Siedlungsrand. Zu Godramstein gehört außerdem eine Waldexklave im Pfälzerwald, die seit 1972 zum Landauer Stadtwald gehört. Diese wird vom Eußerbach sowie dem Dörenbach, der von rechts in ersteren mündet, durchflossen. innerhalb der Waldexklave erheben sich der 545,3 Meter hohe Armbrunnenkopf und die Westflanke des 518,2 Meter hohen Meisenhorn.

## Geschichte
Im März 2022 wurden östlich des Ortes bei Bauarbeiten an der B10 Überreste eines spätantiken römischen Kastells gefunden. Die „Godramsteiner Aren“ (= Altäre, Göttersteine), deuten auf einen Bestand des Ortes schon zur Römerzeit hin. Vermutungen lassen sogar auf eine Besiedlung im Bronzezeitalter durch die Kelten schließen. Der Name lässt sich entweder von „Godemar“, einem fränkischen Einwanderer, herleiten oder aus dem Fund von sieben Gottheiten auf einem Stein und einer Tafel mit sechs Götterfiguren („Götter am Stein“).
Die erste schriftliche Erwähnung Godramsteins erfolgte anlässlich einer Schenkung an das Kloster Lorsch im Jahr 766 als „Godmarstaine“ in einer Urkunde des Lorscher Codex.
Im Mittelalter sind Besitzrechte der Klöster Lorsch, Weißenburg und Hornbach urkundlich nachweisbar. Rudolf von Habsburg verlieh dem Ort 1285 die Rechte und Freiheiten eines Reichsdorfes. Godramstein fiel 1371 an die Kurpfalz, bei der der Ort bis Ende des 18. Jahrhunderts verblieb und innerhalb derer er dem Oberamt Germersheim unterstand.
Von 1798 bis 1814, als die Pfalz Teil der Französischen Republik (bis 1804) und anschließend Teil des Napoleonischen Kaiserreichs war, war Godramstein in den Kanton Annweiler eingegliedert und unterstand der Mairie Siebeldingen. 1815 hatte die Gemeinde insgesamt 1281 Einwohner. Im selben Jahr wurde der Ort Österreich zugeschlagen. Bereits ein Jahr später wechselte der Ort, wie die gesamte Pfalz, in das Königreich Bayern. 1817 wechselte die Gemeinde in den Kanton Landau. Von 1818 bis 1862 gehörte Godramstein dem Landkommissariat Landau an; aus diesem ging anschließend das Bezirksamt Landau hervor.
1938 wurde der Ort in den Landkreis Landau eingegliedert. Nach dem Zweiten Weltkrieg wurde Godramstein innerhalb der französischen Besatzungszone Teil des damals neu gebildeten Landes Rheinland-Pfalz. Im Zuge der ersten rheinland-pfälzischen Verwaltungsreform wechselte der Ort am 7. Juni 1969 in den neu geschaffenen Landkreis Landau-Bad Bergzabern. Lediglich drei Jahre später, am 22. April 1972, wurde er in die kreisfreie Stadt Landau in der Pfalz eingemeindet.

## Politik

### Ortsbeirat
Für den Stadtteil Godramstein wurde ein Ortsbezirk gebildet. Dem Ortsbeirat gehören 15 Beiratsmitglieder an, den Vorsitz im Ortsbeirat führt der direkt gewählte Ortsvorsteher.
Bei der Kommunalwahl am 9. Juni 2024 wurden die Beiratsmitglieder in einer personalisierten Verhältniswahl gewählt. Die Sitzverteilung im gewählten Ortsbeirat:
| Wahl | SPD | CDU | Grüne | FWG | Gesamt   |
| ---- | --- | --- | ----- | --- | -------- |
| 2024 | 5   | 5   | 2     | 3   | 15 Sitze |
| 2019 | 4   | 6   | 3     | 2   | 15 Sitze |
| 2014 | 4   | 7   | 2     | 2   | 15 Sitze |
| 2009 | 4   | 7   | 2     | 2   | 15 Sitze |

- FWG = Freie Wählergruppe Landau e. V.

### Ortsvorsteher
Thomas Flocken (SPD) wurde am 29. August 2024 Ortsvorsteher von Godramstein. Bei der Stichwahl am 23. Juni 2024 hatte er sich mit einem Stimmenanteil von 54,0 % gegen seinen Amtsvorgänger durchgesetzt, nachdem bei der Direktwahl am 9. Juni keiner der ursprünglich drei Bewerber eine ausreichende Mehrheit erreichte.
Flockens Vorgänger Michael Schreiner (CDU) hatte das Amt 2014 von Wolfgang Kern (CDU) übernommen.

## Kultur

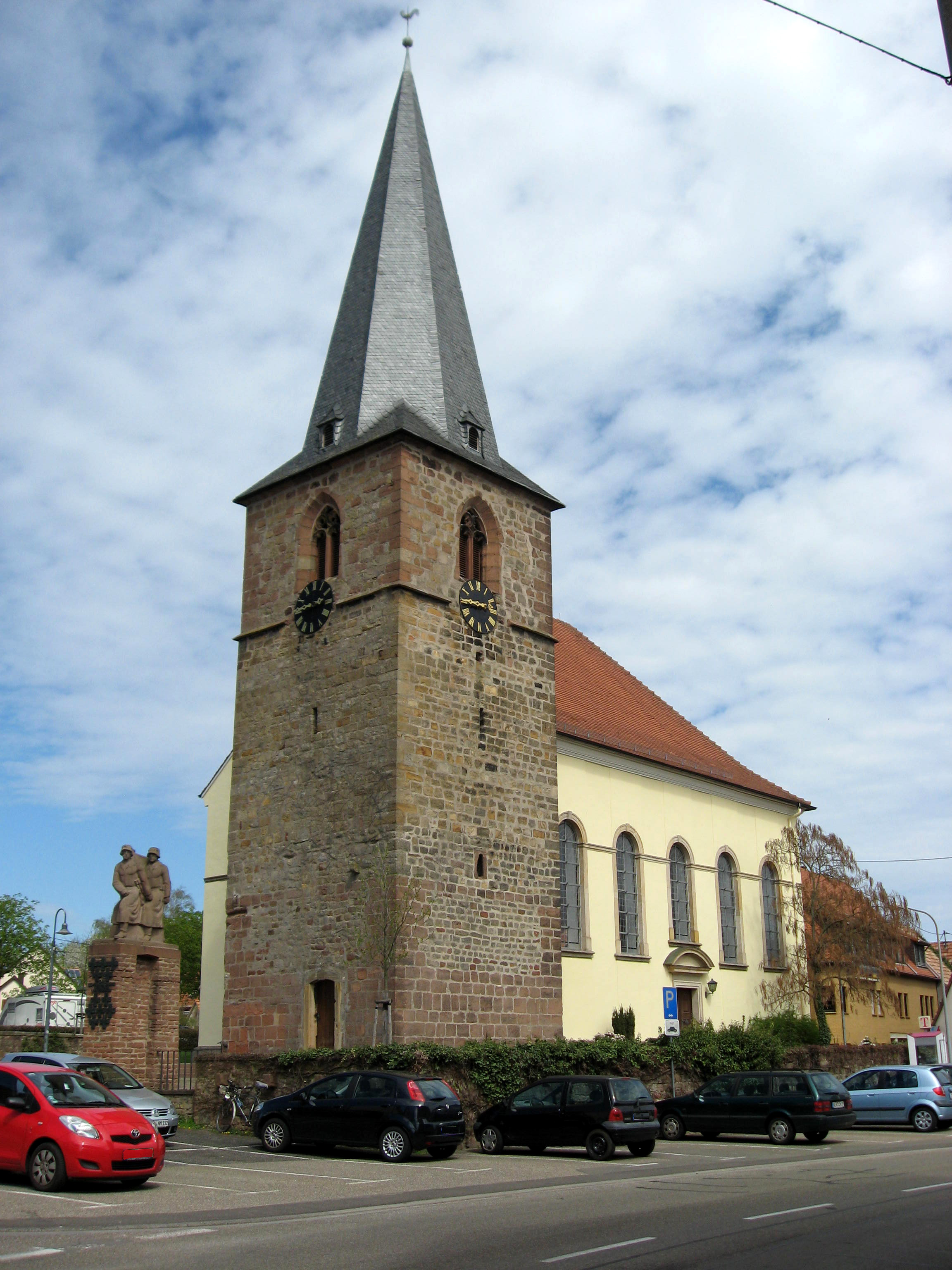
Protestantische Pfarrkirche
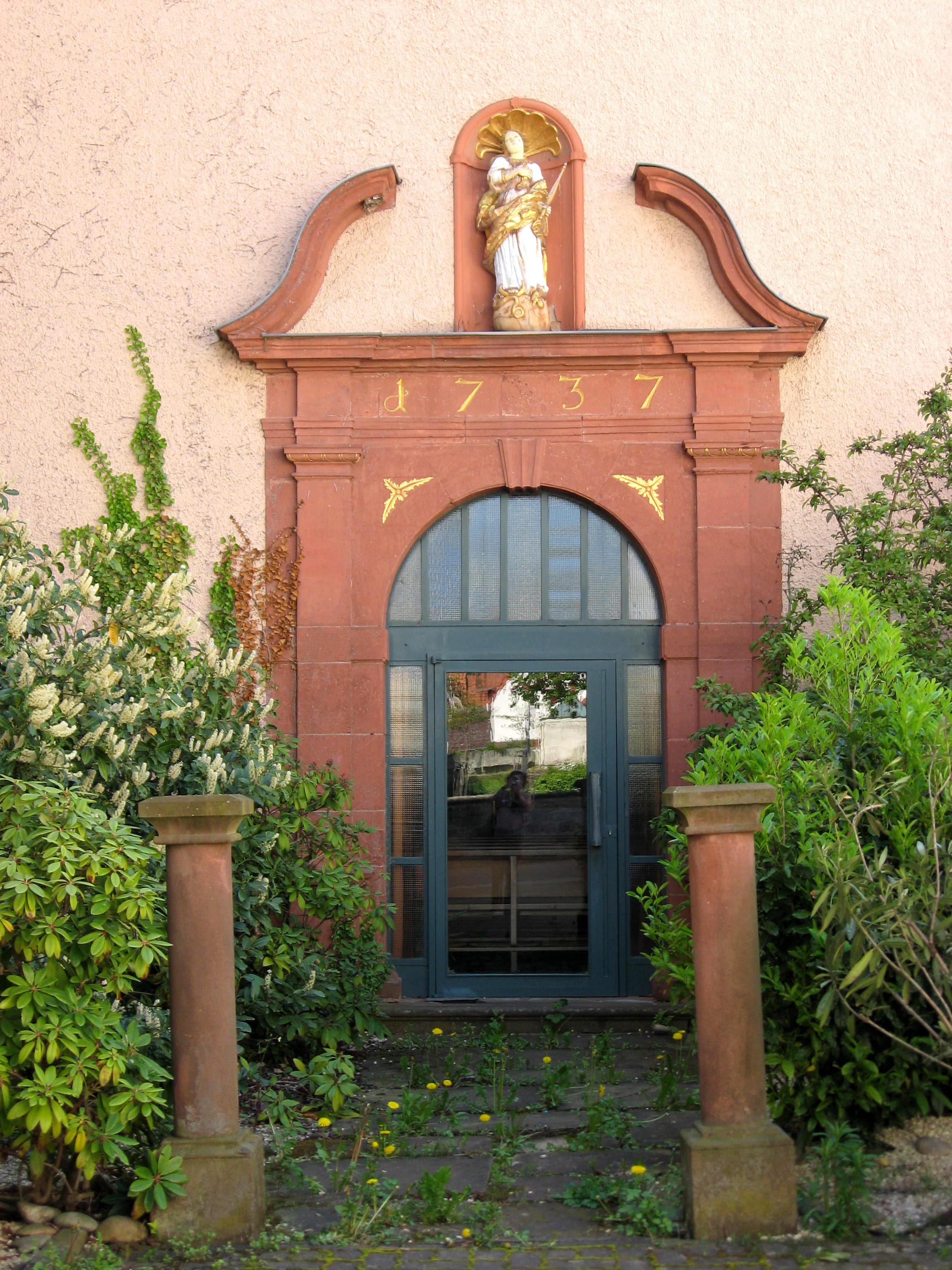
Katholische Kirche
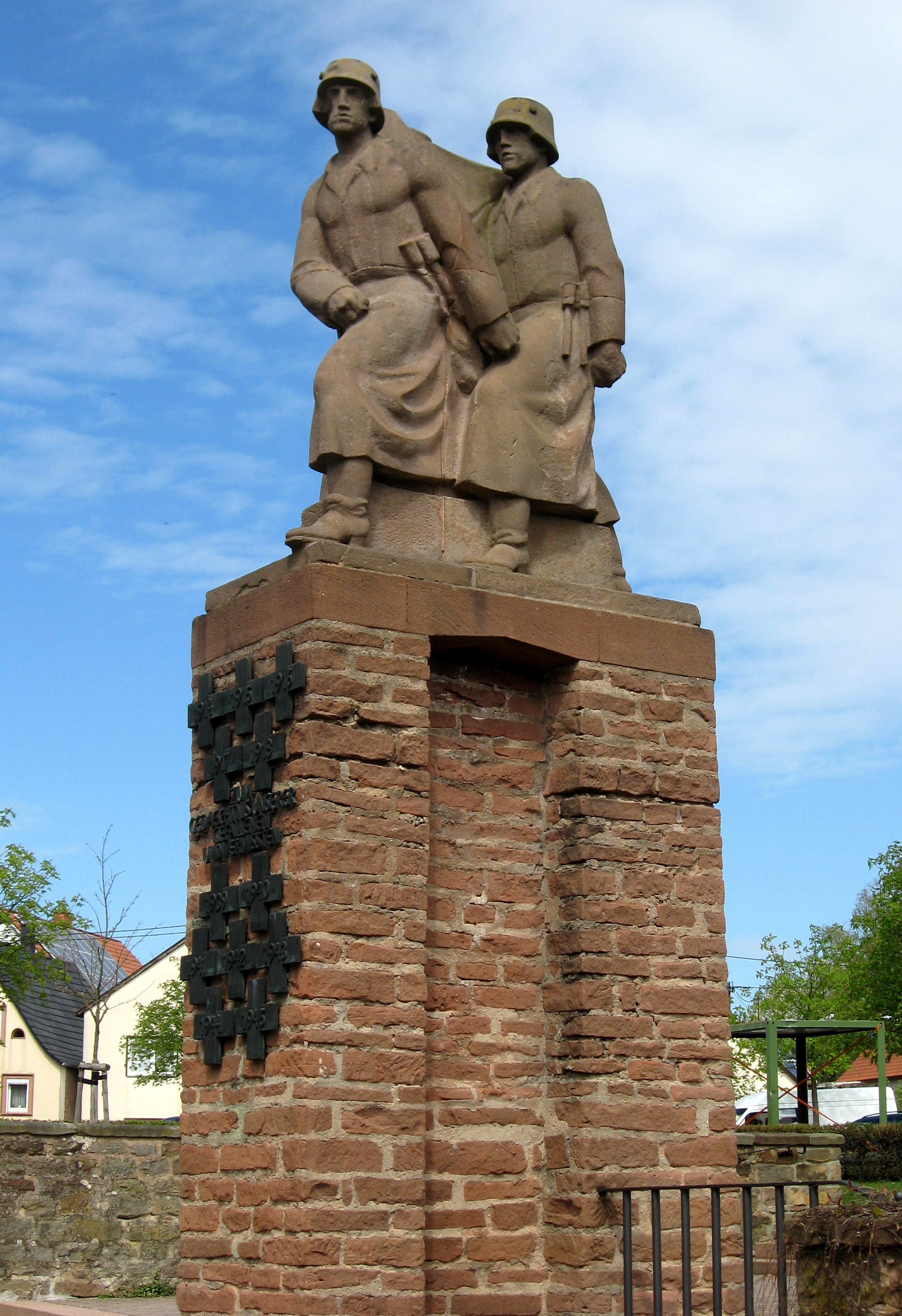
Kriegerdenkmal
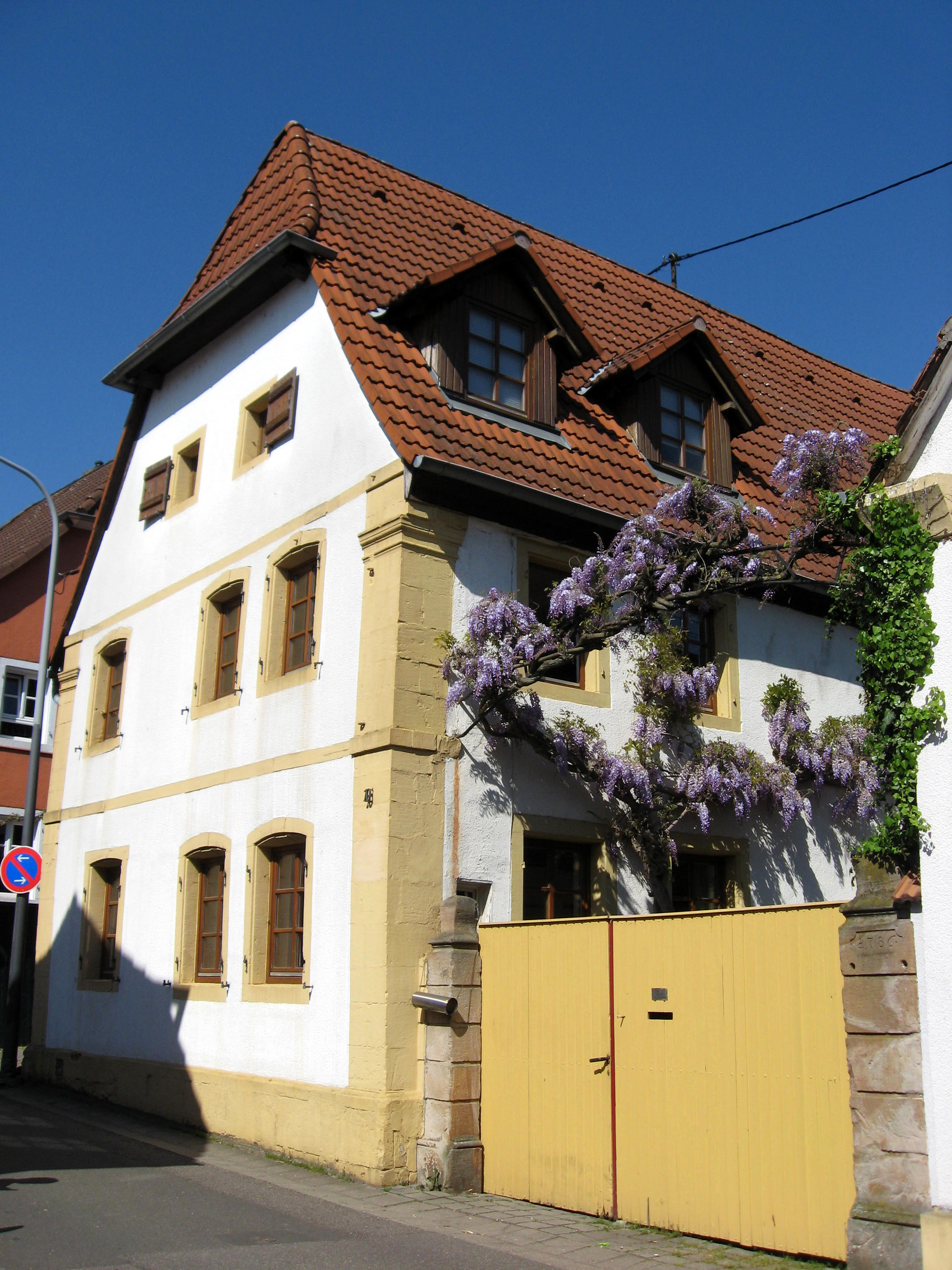
Wohnhaus

### Bauwerke
Kulturdenkmäler
Die Steingasse und die Reste des Albersweilerer Kanals sind als Denkmalzonen ausgewiesen. Hinzu kommen außerdem insgesamt 29 Einzelobjekte, die unter Denkmalschutz stehen, darunter die Protestantische Kirche.
Sonstige Bauwerke
Im Bereich von Godramstein befand sich einst eine gleichnamige Burg.

### Umweltschutz
In den Auen Godramsteins gibt es an einigen Stellen den in Deutschland geschützten Stein- oder Bachkrebs (Austropotamobius torrentium), der in der nationalen Roten Liste als vom Aussterben bedroht (Kat. 2) beurteilt wird.

## Wirtschaft und Infrastruktur

### Wirtschaft
Im Zuge der Haingeraide war Godramstein an der sogenannten ersten Haingeraide beteiligt, die in der frühen Neuzeit aufgelöst und die teilweise der damals selbständigen Gemeinde unterstellt wurde.
Das heute Dorfgemeinschaftshaus, die Kinck'sche Mühle ist eine im Anfang des 19. Jahrhunderts erbaute und nach diesem benannte Mühle von Matthäus Kinck. Der Mühlbetrieb wurde 1960 eingestellt. Heute dient die ehemalige Mühle als Dorfgemeinschaftshaus und wurde dafür auch mehrfach saniert um die alten Elemente der Mühle zu erhalten.
Von 1963 bis 1973 war außerdem das Unternehmen Joola, das Tischtennis-Artikel herstellt, in Godramstein ansässig.
Am östlichen Rand befindet sich der Heizungsanlagenanbieter Watts Industries Deutschland GmbH, eine US-Filiale von Watts Water Technologies.

### Verkehr
Godramstein besitzt einen Bahnhof an der Bahnstrecke Landau–Rohrbach und eine Ausfahrt an der Bundesstraße 10.

## Persönlichkeiten

### Söhne und Töchter des Ortes
- Franz Joseph Fleischbein (1802–1868), Porträtmaler, Daguerreotypist, Ambrotypist und Zeichenlehrer
- Johanna Finkler (1875–1910), Malerin[16]
- Adolf Kessler (1890–1974), Kunstmaler
- Ludwig Anton Doll (1919–2009), Historiker und Archivar
- Gerd Runck (1929–2012), Autor
- Klaus Heinrich Keller (1938–2018), Maler

### Personen, die in Godramstein gewirkt haben
- Gerhardt Alleweldt (1927–2005), Önologe, starb in Godramstein.
- Franz Breithaupt (1880–1945), NS-Funktionär, wurde 1923 Leiter eines Betriebes in Godramstein.
- August Josef Peter (1906–1963), Architekt, lebte vor Ort und wurde dort beigesetzt
- Max Slevogt (1868–1932), Maler, heiratete 1898 Antonie Finkler aus Godramstein.